# Molí d'en Cotà
El molí d'en Cotà és un molí de vent fariner que forma part del molinar de Fartàritx, a Manacor. Situat en els límits del nucli urbà, a la Plaça de la Concòrdia, 5, resten a prop d'ell trasts sense edificar. Això i el fet d'estar situat en una plaça afavoreixen les seves perspectives visuals.

## Tipologia i elements
Molí de base quadrada de dues plantes d’altura. Els paraments combinen el paredat en verd i els carreus de marès. La façana principal s’orienta a l’est. Té un portal allindanat emmarcat en marès i carcanyols, que originalment era de mig punt. A l’esquerra té una finestra i al cantó de la dreta s’adossa una cisterna de capelleta integrada en un buc de marès. A la planta pis s’obren dues finestres i una finestra balconera, emmarcades en marès. La façana de migjorn està referida i s’hi s’obren tres finestres i un finestró. A la façana oest s’obren dos finestrons en planta baixa. L’interior es configura mitjançant voltes de canó. La torre és de carreus de marès. En la part superior s’obren dos finestrons. Al costat de migjorn s’obre la porta que permet l’accés a l’envelador. No conserva cap peça de la maquinària.